# Terrados
Terrados es una entidad de población española del municipio de Buenavista, perteneciente a la provincia de Salamanca, en la comunidad autónoma de Castilla y León.

## Historia
Hacia mediados del siglo XIX, el lugar, una alquería por entonces perteneciente a Morille, tenía contabilizada una población de seis habitantes. Aparece descrito en el decimocuarto volumen del Diccionario geográfico-estadístico-histórico de España y sus posesiones de Ultramar de Pascual Madoz con las siguientes palabras:

TERRADOS: alq. en la prov. de Salamanca, part. jud. de Alba de Tormes, térm. municipal de Morille. pobl.: 2 vec., 6 alm.
(Madoz, 1849, p. 749)

En la actualidad, pertenece al municipio de Buenavista. En 2023, la entidad singular de población tenía empadronados seis habitantes.